# Операція ТУКАН
Операція ТУКАН (англ. TOUCAN, ісп. Operación Tucán) — спільна операція КДБ/ДГІ з дезінформації та викривлення суспільної думки, направлена проти уряду Чилі очоленого Августо Піночетом. За словами колишнього офіцера КДБ Василя Мітрохіна, ідея операції належить Юрію Андропову.
Операція переслідувала дві мети: організувати правозахисні організації для тиску на ООН, та забезпечити негативне висвітлення режиму Піночета в пресі. В 1976 році, на початку операції, в New York Times було надруковано 66 статей присвячених правам людини у Чилі, 4 присвячених режиму Червоних кхмерів у Камбоджі та 3 статті про дотримання прав людини на Кубі.
Під час операції КДБ також сфабрикував лист, яким ЦРУ було прив'язано до кампанії політичних переслідувань чилійського Управління національної розвідки. Багато журналістів, включно з Джеком Андерсоном з New York Times, використали цей лист як доказ причетності ЦРУ до брудних моментів операції «Кондор».